# Charlie Williams (maltański piłkarz)
Charlie Williams (ur. 15 lutego 1944 w Valletcie) – maltański piłkarz, występujący na pozycji pomocnika.

## Kariera piłkarska
Charlie Williams pierwsze piłkarskie kroki stawiał na ulicach Valletty. W wieku 10 lat zaczął grać w piłkę w zespole Valletta Lilywhites, występującym wówczas w młodzieżowej lidze maltańskiej. Następnie w wieku 11 lat Williams rozpoczął naukę na Stella Maris College, gdzie reprezentował szkolną drużynę w różnych sportowych rozgrywkach.
Podczas występów na Independence Arena, Charlie Williams został zauważony przez działaczy klubu Valletta FC, którzy zaproponowali mu kontrakt i wieku 13 lat podpisał kontrakt z klubem. Początkowo występował w zespołach młodzieżowych klubu, gdzie w latach 1960–1961 był ich kapitanem. W dorosłej drużynie Valletta FC zadebiutował w 1961 roku. Z klubem zdobył mistrzostwo Malty (1963), Puchar Malty (1964), Cassar Cup (1966), Scicluna Cup (1964), Olympic Cup (1963). Z klubu odszedł w 1967 roku.
Następnie Williams wyjechał do Stanów Zjednoczonych grać w tamtejszych klubach. W 1967 roku podpisał kontrakt z Pittsburgh Phantoms występującym w NPSL. Po utworzeniu w 1968 roku ligi NASL przeniósł się do San Diego Toros, gdzie jednak nie rozegrał żadnego meczu i w związku z zdecydował się na grę w Dallas Tornado, gdzie rozegrał zaledwie 3 mecze w lidze NASL (jedyne mecze w NASL w swojej karierze). Następnie w latach 1968–1970 grał w występującym w ASL Rochester Lancers, który od 1970 roku grał w lidze NASL, gdzie w jej barwach Williamsowi nie było dane zagrać w żadnym meczu. Potem wrócił do ligi ASL grać w klubach Syracuse Suns (1970–1971) i Boston Astros (1972–1975), gdzie zakończył karierę piłkarską.

### Kariera reprezentacyjna
Charlie Williams w reprezentacji Malty debiutował w 1964 roku w przegranym 1:2 meczu przeciwko reprezentacji Włoch rozegranym w Ligurii. W sumie w reprezentacji rozegrał 4 mecze.

## Sukcesy zawodnicze
- Mistrz Malty: 1963
- Puchar Malty: 1964
- Cassar Cup: 1966
- Scicluna Cup: 1964
- Olympic Cup: 1963

## Po zakończeniu kariery
Charlie Williams po zakończeniu kariery piłkarskiej, rozpoczął karierę trenerską. W 1995 roku został wybranym Trenerem Roku w stanie Nowy Jork. Williams również ufundował i założył własną akademię piłkarską, która działała w latach 1993–2006.

## Życie prywatne
Charlie Williams w 2010 roku zdecydował się wrócić na Maltę, gdzie obecnie mieszka wraz z żoną, dwójką dzieci i wnukami.